# Tønder Amt

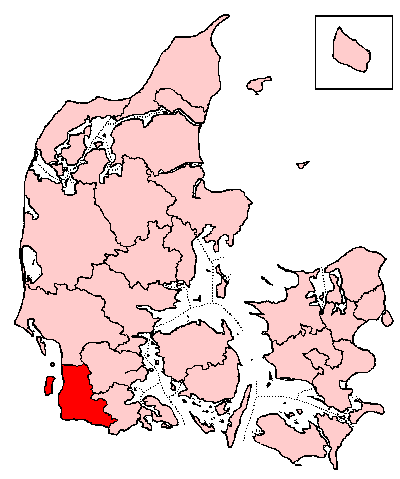
Tønder Amt 1920–1970

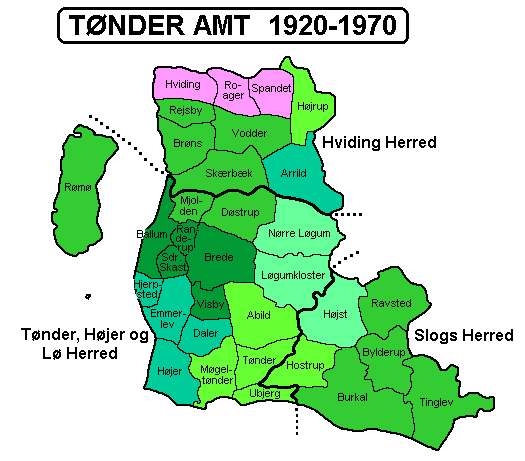
Tønder Amt.Groen zijn de parochies die in 1970 naar Zuid-Jutland gingen, rood de drie parochies die naar Ribe gingen

Tønder Amt was tussen 1920 en 1970 een van de amten van Denemarken. 

## Geschiedenis
Voor 1864 was Tønder een amt in het hertogdom Sleeswijk. De bestuurlijke situatie in het gebied was in die dagen een allegaartje. Het gebied van Tønder was verdeeld in het amt Tønder en  Løgumkloster Amt. Deze amten waren onderdeel van het hertogdom Sleeswijk. Binnen deze amten lagen de zogenaamde Koninklijke enclaves, gebieden en gebiedjes die niet bij het hertogdom hoorden maar volledig Deens waren en bestuurlijk tot Ribe Amt hoorden.
In 1864, na de Tweede Duits-Deense Oorlog, werd het hertogdom Duits. Ook de Koninklijke enclaves binnen het hertogdom gingen naar Pruissen. In ruil daarvoor ontving Denemarken het eiland Ærø en een klein gebied ten zuiden van de stad Ribe. Tønder werd samen met Løgumkloster, als kreis Tondern deel van de Pruissische provincie Sleeswijk-Holstein.
Na de Eerste Wereldoorlog werd in Sleeswijk een volksstemming gehouden over aansluiting bij Denemarken of bij Duitsland blijven. In het referendum in 1920 koos in het noorden van Tønder een meerderheid voor Denemarken, waarna het nieuwe amt Tønder werd gevormd. Het zuidelijke deel bleef Duits en werd de Kreis Südtondern, tegenwoordig deel van de Kreis Nordfriesland. 
In 1970 ging het vrijwel in zijn geheel op in de nieuwe provincie Zuid-Jutland. Drie parochies in het noorden werden toen toegevoegd aan de vergrote provincie Ribe. Sinds 2007 is het gehele gebied deel van de regio Zuid-Denemarken.

## Herreder
Tønder Amt was verdeeld in drie herreder
- Hviding
- Slogs
- Tønder, Højer og Lø